# حلواماهی آمریکایی

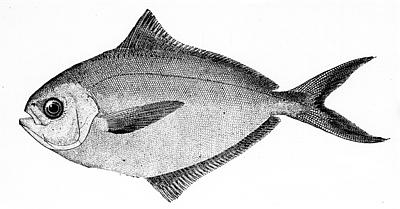
نگاره‌ای از یک‌نوع حلواماهی آمریکایی (اطلسی)

حلواماهی آمریکایی (انگلیسی: American butterfish) یا حلواماهی اطلسی یکی از ماهیان در خانواده حلواماهیان است.
ماهی‌های این گونه معمولاً دارای جثه‌ای باریک، پهلوهای صاف و تا حدودی گِرد هستند. بینی‌های آن‌ها صاف و دهانشان کوچک با دندان‌های ضعیف است. 
برخی دیگر از ویژگی‌های این ماهی عبارت است از فقدان باله‌های شکمی، یک باله پشتی بلند و ادامه‌دار، باله‌های سینه‌ای بلند و فلس‌های ریز گرد است. باله دم تقریباً به اندازه باله پشتی است و کاملاً دوشاخه است. 
حلواماهی آمریکایی از نظر ظاهری شبیه به خویشاوند نزدیک خود یعنی خرمن‌ماهی است، اما از طریق به باله پشتی و دم بسیار پایین آن قابل تمایز است. 
حلواماهی آمریکایی در بالا رنگ آبی سربی با پهلوهای کمرنگ و شکمی نقره‌ای دارد. اغلب لکه‌های تیره و نامنظم دارد. به‌طور کلی ۱۵ تا ۲۳ سانتی‌متر است، اگرچه بعضی از آن‌ها به ۳۰ سانتی‌متر می‌رسند. وزن آنها می‌تواند از ۵۰ تا ۵۶۷ گرم باشد.